# Remolino
Remolino è un comune della Colombia facente parte del dipartimento di Magdalena.
Il centro abitato venne fondato da José Joaquín Zúñiga nel 1752.